# Jersey Boys (musical)
Jersey Boys è un musical jukebox con musiche di Bob Gaudio, testi di Bob Crewe e libretto di Marshall Brickman e Rick Elice. È impostato come un documentario che narra della formazione, del successo e della separazione del gruppo rock 'n roll degli anni '60, The Four Seasons. Il musical è composto esattamente in quattro "stagioni", ciascuna narrata da un membro diverso della band. Le canzoni includono Big Girls Don't Cry, Sherry, December, 1963 (Oh, What a Night), My Eyes Adored You, Stay, Can't Take My Eyes Off You, Working My Way Back to You e Rag Doll. Il titolo si riferisce al fatto che i membri della band provengono dal New Jersey.
Il musical apre a Broadway nel 2005, in seguito si svolgono due tour statunitensi e la produzione al West End di Londra, Las Vegas, Chicago, Toronto, Melbourne e altre città australiane, Singapore, Sudafrica e Paesi Bassi. Jersey Boys vince 4 Tony Award nel 2006 incluso Miglior musical, e il Laurence Olivier Award nel 2009.
In Italia il musical Jersey Boys è arrivato grazie alla produzione del Teatro Nuovo di Milano nel 2016.La regia è a cura di Claudio Insegno mentre le coreografie sono state affidate a Valeriano Longoni.
Il musical ha vinto anche due premi agli Italian Music Awards : miglior spettacolo nuovo e miglior attore protagonista ad Alex Mastromarino (Frankie Valli)
La produzione dello spettacolo, oltre ad organizzare il tour italiano si è occupata anche di organizzare un periodo di repliche a Parigi, dove lo spettacolo, interamente in italiano con i sottotitoli in francese, ha avuto un riscontro molto positivo da parte del pubblico e della stampa francese.

## Cast
| Personaggi      | Cast originale italiano 2016 | Cast parigino 2016 | Cast italiano autunno 2016 | Cast italiano 2017 | Cast parigino 2017 | Cast italiano 2018 |
| --------------- | ---------------------------- | ------------------ | -------------------------- | ------------------ | ------------------ | ------------------ |
| Frankie Valli   | Alex Mastromarino            | Alex Mastromarino  | Alex Mastromarino          | Alex Mastromarino  | Alex Mastromarino  | Alex Mastromarino  |
| Tommy DeVito    | Marco Stabile                | Marco Stabile      | Marco Stabile              | Marco Stabile      | Marco Stabile      | Marco Stabile      |
| Bob Gaudio      | Flavio Gismondi              | Flavio Gismondi    | Flavio Gismondi            | Flavio Gismondi    | Flavio Gismondi    | Flavio Gismondi    |
| Nick Massi      | Claudio Zanelli              | Claudio Zanelli    | Claudio Zanelli            | Claudio Zanelli    | Claudio Zanelli    | Claudio Zanelli    |
| Mary Delgado    | Alice Mistroni               | Alice Mistroni     | Alice Mistroni             | Floriana Monici    | Floriana Monici    | Valeria Belleudi   |
| Angelo De Carlo | Felice Casciano              | Felice Casciano    | Andrea Carli               | Andrea Carli       | Andrea Carli       | Andrea Carli       |
| Bob Crewe       | Brian Boccuni                | Brian Boccuni      | Brian Boccuni              | Brian Boccuni      | Brian Boccuni      | Brian Boccuni      |
| Joe Pesci       | Giulio Pangi                 | Giulio Pangi       | Giulio Pangi               | Giulio Pangi       | Giulio Pangi       | Giulio Pangi       |
| Norman Waxman   | Pasquale Girone              | Pasquale Girone    | Pasquale Girone            | Pasquale Girone    | Pasquale Girone    | Luciano Guerra     |
| Francine Valli  | Giada D'Auria                | Giada D'Auria      | Fiorella Nolis             | Fiorella Nolis     | Rita Pilato        | Giorgia Cino       |
| Lorraine        | Gloria Miele                 | Gloria Miele       | Gloria Miele               | Gloria Miele       | Cira Marangi       | Cira Marangi       |
| Barry           | Max Francese                 | Max Francese       | Max Francese               | Max Francese       | Max Francese       | Luca Buttiglieri   |
| Ensemble        | Roberto Lai                  | Roberto Lai        | Roberto Lai                | Roberto Lai        | Roberto Lai        | Roberto Lai        |
| Ensemble        | Elena Nieri                  | Elena Nieri        | Valeria Belleudi           | Valeria Belleudi   | Giusy Miccoli      | Giusy Miccoli      |
| Ensemble        | Giuseppe Orsillo             | Giuseppe Orsillo   | Giuseppe Orsillo           | Giuseppe Orsillo   | Giuseppe Orsillo   | Luca Pozzar        |